# Klinisk neurofysiologi
Klinisk neurofysiologi är i Sverige en av Socialstyrelsen godkänd medicinsk specialitet för läkare, som tidigare hörde till de laboratoriemedicinska specialiteterna, men i den nya specialitetsindelningen hör till neurospecialiteterna. Inom klinisk neurofysiologi arbetar man med att utreda och diagnosticera störningar i nervsystemets eller musklernas funktion, vanligen genom att mäta eller på olika sätt söka manipulera de svaga elektriska impulser som alstras av och styr nervceller och muskelfibrer. Den stora delen av verksamheten inom klinisk neurofysiologi utgörs av EEG, neurografi (bestämning av nervernas ledningshastigheter) och EMG, men man utför även andra undersökningar, till exempel undersökningar på sömnlaboratorium. Man utför även SEP och VEP. På vissa laboratorier ingår även metoder för funktionell hjärnavbildning, såsom PET och SPECT, i den kliniska neurofysiologens arsenal, medan det på andra ställen sköts av neuroradiologer. På senare tid har även övervakning av patienter på intensivvårdsavdelningar och i samband med neuro- och ryggkirurgiska ingrepp blivit viktiga inslag i klinisk neurofysiologi.

Internationellt sett är klinisk neurofysiologi ovanlig som specialitet: det vanliga där är att undersökningarna utförs av subspecialiserade neurologer.